# Borgø
Borgø är en ö i Søndersø på ön Lolland i södra delen av  Danmark, 120 km från Köpenhamn. Ön är obebodd och kan besökas på sommaren med utflyktsbåt från Maribo. Den har en yta på 17 hektar och vegetationen består av orörd lövskog med främst al och ask. 
Borgø var tidigare ett populärt utflyktsmål med dansbana och  
servering. På öns nordvästra spets ligger ruinerna av fornborgen Refshaleborg från omkring år 1100. Den beskrivs som kronogods 1220–1240 i Kung Valdemars jordebok och var fortfarande under uppbyggnad när den förstördes i slutet av 1250-talet av invaderande trupper. Kung Kristofer I var impopulär bland både adeln och prästerskapet och stred med Hvideätten om makten, så det var naturligt för honom att förstärka försvaret av Borgø och södra Danmark.
Den enorma kungaborgen skyddades av  en cirkulär vall med en oktogonal ringmur och var skyddad av vatten på tre sidor och med vallar och vallgravar på den fjärde. För att komma till borgen var man tvungen att passera en by på fastlandet och en vindbrygga som har daterats  dendrokronologiskt till 1195-1200. Man antar att Refshaleborg anfölls av soldater som kom över bron.

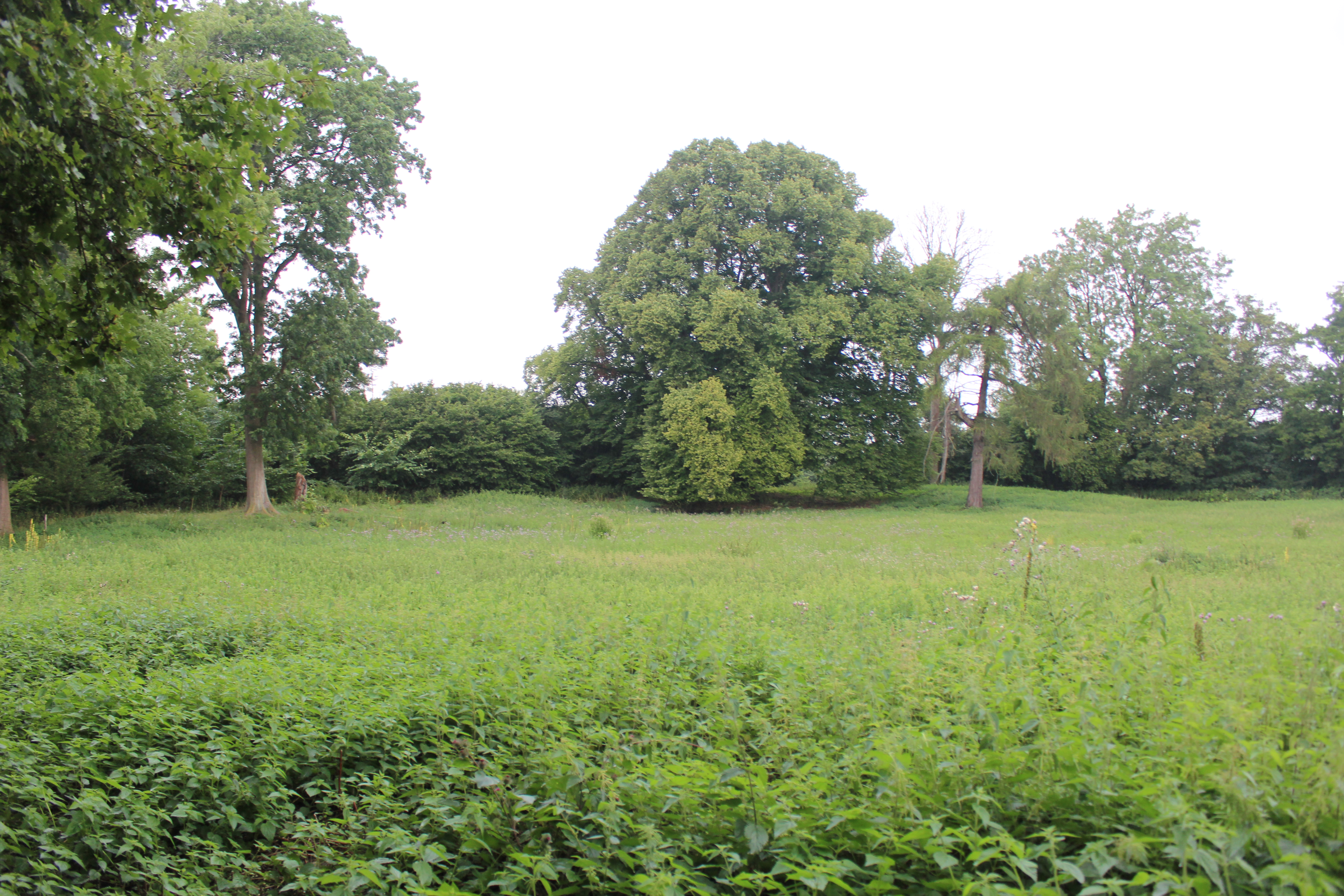
Resterna av Refshaleborg.

Området runt Refshaleborg har undersökts av arkeologer vid flera tillfällen från 1969 och framåt. På fastlandet mitt emot borgen grävde man ut en kyrkogård från 1100-talet med ett hundratal gravar och en kyrkgrund samt en tegelugn med obrända munkesten som daterats till år 1190. 
Dykare har undersökt de pålar och delar av bron som syntes i vattnet och hittat delar av armborst, en yxa med bevarat träskaft och ett mynt från kung Kristofers regeringstid (1252-1259). På själva ön har rester av ringmuren, som inte var påbörjade när borgen anfölls 1256, hittats. 
Delar av byggnadsmaterialet har senare använts till att bygga bostäder och andra byggnader i närheten.